# Nahita
Nahita o Ninahita era una ciutat situada a l'oest de Tarhuntasa i al nord-est del riu Hulaya.
Piyama-radu, cap dels arzawans la va dominar al començament del regnat d'Hattusilis III, però els hitites la van recuperar aviat i va formar part del regne de Tarhuntassa que Hattusilis II va concedir a Kurunta. És l'actual ciutat turca de Niğde.